# Jean Michelet

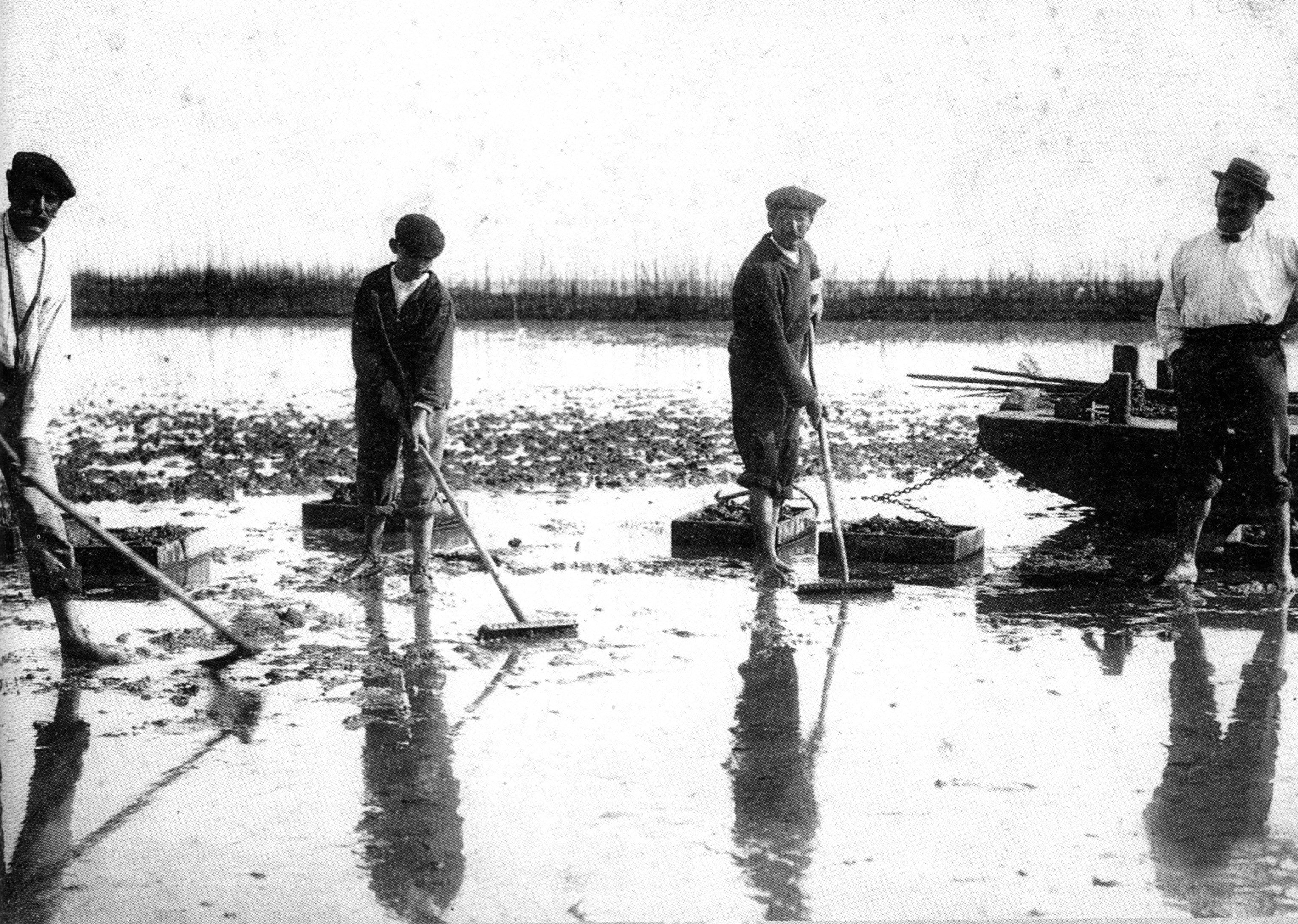
Les débuts de l'ostréiculture.

Pour les articles homonymes, voir Michelet.
Jean Michelet, né le 16 février 1835 à La Teste et mort le 3 janvier 1904 à Arcachon, est un maçon arcachonnais qui a inventé en 1865 la technique du « chaulage », très employée dans le cadre de l'ostréiculture arcachonnaise. Sa technique consiste à enduire des tuiles d'un mélange de chaux et de sable. Le naissain une fois fixé sera décroché de la tuile sans être abimé : c'est l'opération de « détroquage ».
En 1866, il crée la « caisse ostréophile », surnommée l'« ambulance ».

Conseiller municipal d'Arcachon de 1874 à 1878, il est inhumé dans le cimetière de la commune (carré 14).

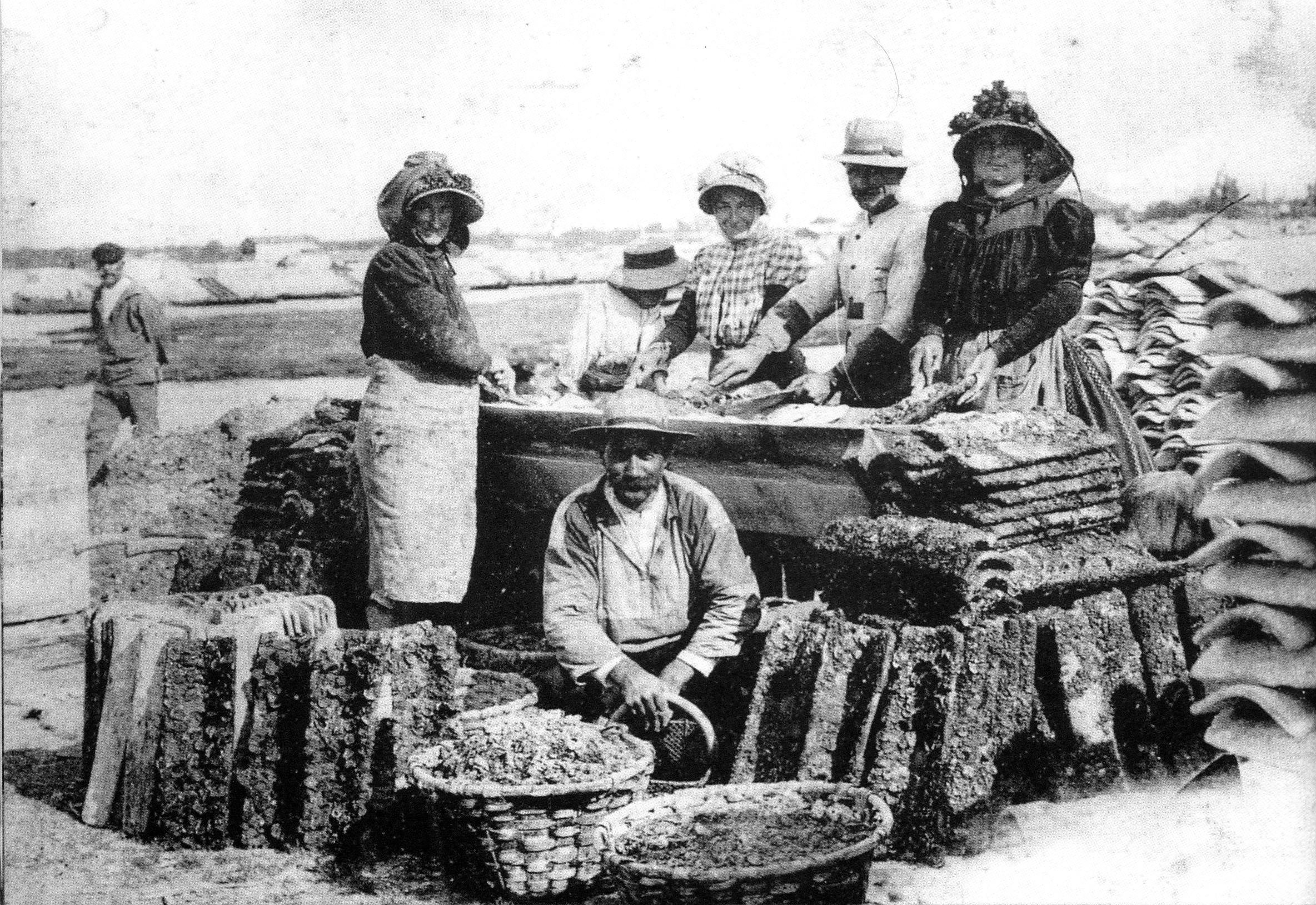
Le détroquage.